# Nohn
Nohn település Németországban, Rajna-vidék-Pfalz tartományban. Lakosainak száma 461 fő (2023. december 31.).

## Népesség
A település népességének változása:
| Lakosok száma | 436  | 432  | 424  | 457  | 445  | 450  | 458  | 461  |
|               | 1975 | 2010 | 2014 | 2017 | 2019 | 2021 | 2022 | 2023 |